# Ґерус Олег Сергійович
Ґе́рус Олег Сергійович (нар. 9 липня 1939, с. Блудів, Ровенський повіт, Волинського воєводства, Польща, нині с.Світанок Корецький район Рівненська область) — історик, професор історії у Колегії св. Павла при Манітобському університеті (Вінніпег).

## Життєпис
Син о. С. Ґеруса, брат І.-І. Ґерус-Тарнавецької. Дійсний член УВАН (1976), НТШ. Закінчив Торонтський університет зі ступенем доктора філософії (1970). Від 1967 працює професором історії в Манітобському університеті: від 1986 — професор, від 2005 — Голова дирекції Колегії св. Андрія у Вінніпезі. Віце-президент (1982—1988), голова історичної секції (від 1992) Канадської УВАН. 
Автор низки статей про історію української діаспори в Канаді та УПЦ. Переклав на англійську мову «Історію України» Д. Дорошенка з власним додатком, видану під назвою «Survey of Ukrainian History» (Winnipeg, 1976; 1984).